# Carl Nebe (Sänger, 1868)

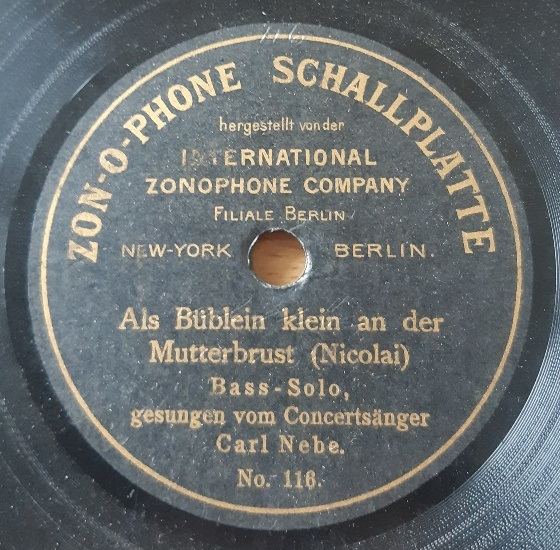
Eine der ersten Schallplatten von Carl Nebe (Berlin 1901)

Carl Nebe (* 15. April 1867 in Liebertwolkwitz bei Leipzig; † 11. Januar 1946 in Berlin-Reinickendorf) war ein deutscher Opern-, Konzert- und Unterhaltungssänger in der Stimmlage Bass.
Er war in Colmar, Metz, Düsseldorf und Kassel engagiert. Im Gegensatz zu seinem etwas älteren Namensvetter, dem Hofopernsänger Carl Nebe (1858–1908), trat er aber hauptsächlich als Konzertsänger auf und besang auch zahlreiche Schallplatten.
Um 1908 gründete er mit August Bockmann (Tenor), Max Kuttner (Tenor) und Reinhold Niemeier (Bariton) das Nebe-Quartett. Er nahm auch zusammen mit Robert Koppel, Max Kuttner, Emil Justitz und Max Steidl volkstümliche Lieder auf, die teils auf Phonographenwalzen sowie Schellackplatten des Deutsche-Grammophon- und Odeon-Labels erhalten sind. Zeitweilig existierte ein Browier-Hamann-Nebe Quartett und das Wilde Rose-Quartett.
Auf Zonophon benutzte er auch das Pseudonym Karl Rapp, auf einigen Edison-Zylindern das Pseudonym Karl Hoffmann.

## Aufnahmen (Auswahl)

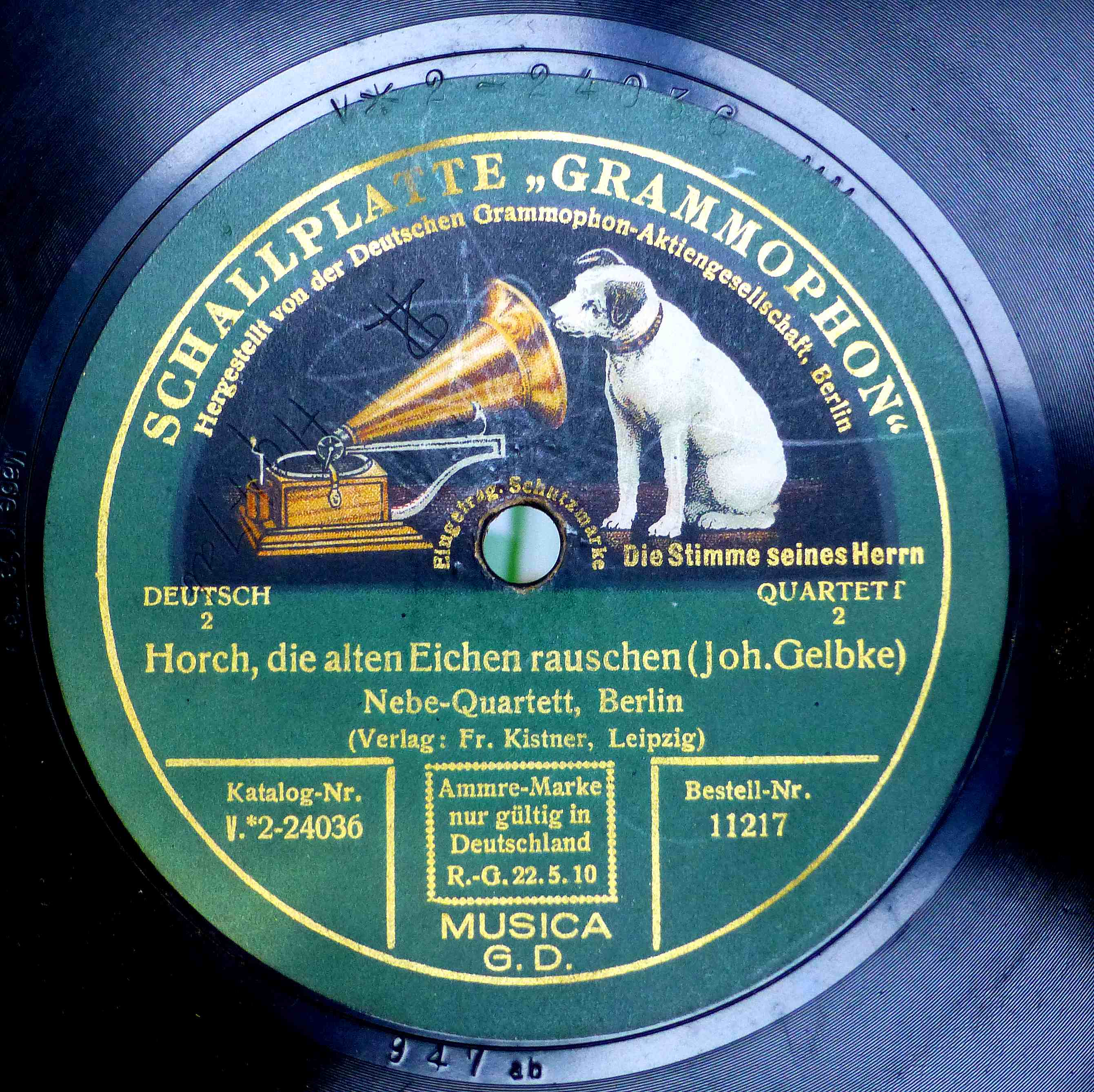
Label der Schelllack-Platte mit Johannes Gelbkes Lied "Heimkehr" (Platte im Privatbesitz)

- Achtung! Köln singt!, Robert Koppel, Max Kuttner und Carl Nebe, Tri-Ergon T.E. 6057 (M ?)
- Horch, die alten Eichen rauschen, Nebe Quartett, ODEON 10044-A, General Phonograph Corporation New York. Andere Aufnahme: Nebe-Quartett, Berlin, Deutsche Grammophon-Aktiengesellschaft, Berlin. Nr. V.*2-24036, etwa 1906
- Siehst du am Abend die Wolken Zieh'n, Carl Nebe Quartett, ODEON 10044-B, General Phonograph Corporation New York
- Sonntag ist's, Nebe Quartett, Grammophon 11217
- Katze und Hund, Grete Wiedecke und Carl Nebe, Edison Goldguss Walze 15928 (1908)
- Ein Wiedersehen am Weihnachtsabend / Klein Elschens Weihnachtswunsch, Rosa Porten, Lotte Müller und Carl Nebe, Victor Recording 63812 (Berlin 1911)[3]
- Drei lustige Fechtbrüder, Emil Justitz, Carl Nebe und Max Steidl, Edison Goldguss Walze 15865 (1909)[4]